# Quiscalus palustris
El zanate extinto o quiscal del Lerma (Quiscalus palustris) es una especie extinta de ave paseriforme de la familia Icteridae endémica de México. Se extinguió en el siglo XX a causa de la pérdida de su hábitat.
Era una ave de hábitos semiacuáticos. Su distribución se limitaba al lago donde nacía el río Lerma y áreas húmedas adyacentes, en Almoloya del Río, estado de México. Entre las causas de su extinción quizás se encuentran la desecación del lago y la alta contaminación del río.
De aspecto parecido al zanate mexicano (Quiscalus mexicanus), tenía el plumaje negro iridiscente, pero era bastante más pequeño (unos 35 cm), y el pico más pequeño en proporción al cuerpo.